# Villanova d'Albenga
Villanova d'Albenga (en lígur: Villanêuva d'Arbenga) és un comune (municipi) de la província de Savona, a la regió italiana de la Ligúria, situat uns 80 km al sud-oest de Gènova i uns 40 km al sud-oest de Savona.
Villanova d'Albenga limita amb els següents municipis: Alassio, Albenga, Andora, Casanova Lerrone, Garlenda i Ortovero.